# Neblinathamnus
Neblinathamnus là một chi thực vật có hoa trong họ Thiến thảo (Rubiaceae).

## Loài
Chi Neblinathamnus gồm các loài: